# Baza lotnicza Palmachim
Baza Lotnicza Palmachim – wojskowa baza Sił Powietrznych Izraela położona przy kibucu Palmachim, na zachód od miasta Jawne, w centralnej części Izraela.

## Historia
Baza sił powietrznych Palmachim została założona na początku lat 70., początkowo jako poligon doświadczalny dla testów rakietowych przeprowadzanych przez 151 Eskadrę. Następnie utworzono tutaj bazę helikopterów, która rozrosła się do rozmiarów głównej bazy helikopterów Sił Powietrznych Izraela.

## Obecna eksploatacja
W bezpośrednim sąsiedztwie bazy lotniczej znajduje się Centrum Badań Nuklearnych Sorek i kosmodrom Palmachim. Na południe od nich znajduje się zespół podziemnych bunkrów, w których prawdopodobnie przechowywana jest izraelska broń jądrowa. Ośrodki te są ściśle tajne, w związku z tym cały teren jest wyjątkowo dobrze strzeżony przed nieproszonymi gośćmi. Na terenie bazy  stacjonuje jednostka specjalna Szaldag (Jednostka 5101), utworzona w 1974 roku.

## Eskadry
W bazie stacjonuje kilka eskadr bojowych:
- 124 Eskadra („Wirujący Miecz”) – helikoptery wielozadaniowe  UH-60 Black Hawk i S-70A.
- 151 Eskadra – jednostka rakietowa.
- 160 Eskadra („Pierwsza Kobra”) – helikoptery szturmowe AH-1E/F Cobra.
- 161 Eskadra („Północna Kobra”) – helikoptery szturmowe AH-1E/F Cobra.
- 193 Eskadra („Helikoptery Morskie”) – helikoptery morskie  AS-565 Panther.
- 200 Eskadra – bezzałogowe aparaty latające UAV Searcher i Hermes 450.